# Marsh-Chapel-Experiment

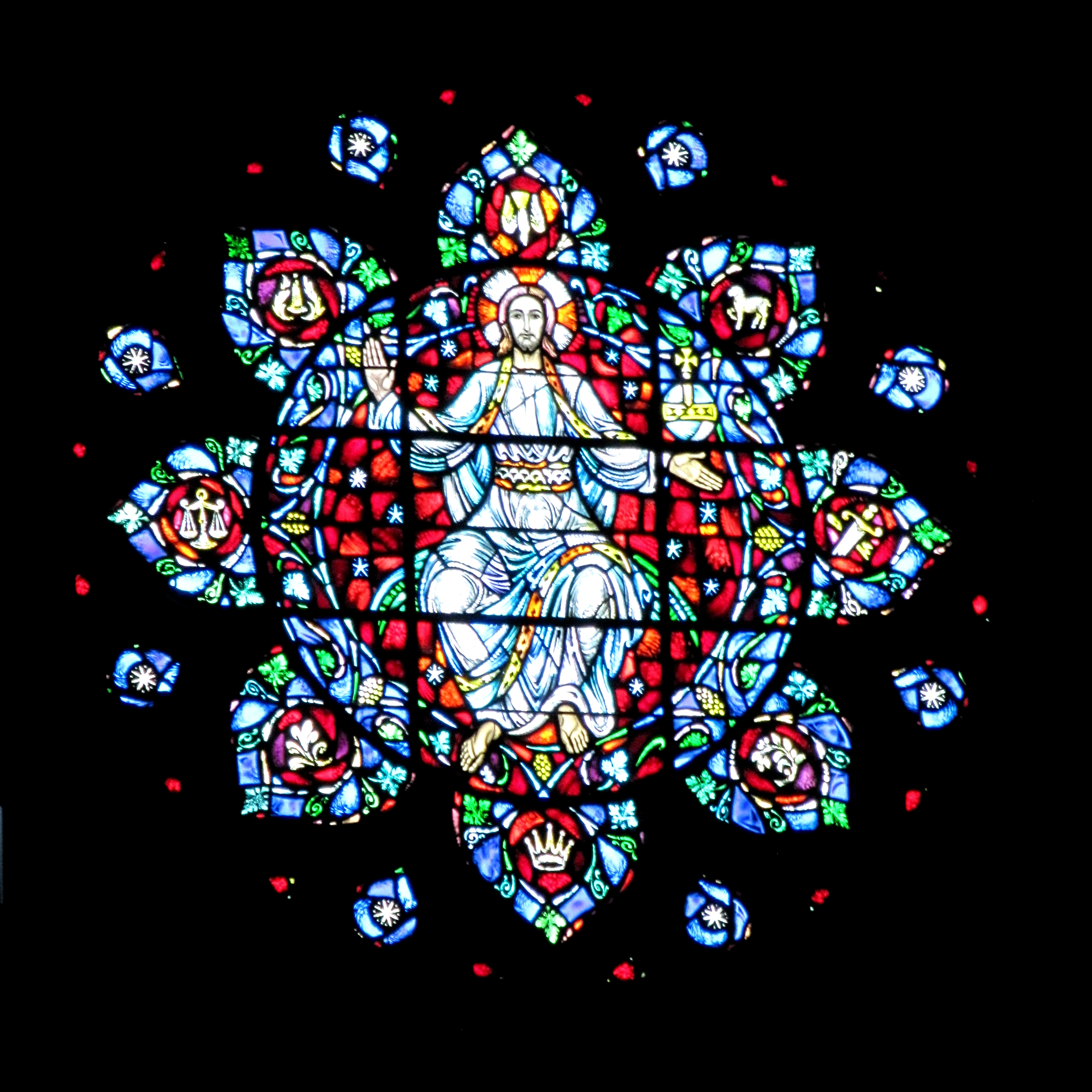
Die Fensterrose über dem Altar in der Marsh Chapel der Boston University

Das Marsh-Chapel-Experiment, auch Karfreitagsexperiment genannt, war ein Experiment, das 1962 am Karfreitag in der Marsh Chapel der Boston University durchgeführt wurde. Walter N. Pahnke, ein Doktorand der Theologie an der Harvard Divinity School, entwarf das Experiment unter der Aufsicht von Timothy Leary, Richard Alpert und dem Harvard Psilocybin Project. Pahnkes Experiment untersuchte, ob Psilocybin (der Wirkstoff in psilocybinhaltigen Pilzen) bei religiös veranlagten Probanden als zuverlässiges Entheogen wirken würde.

## Experiment
Vor dem Karfreitagsgottesdienst wurden zwanzig freiwillige graduierte Theologiestudenten aus dem Raum Boston nach dem Zufallsprinzip in zwei Gruppen aufgeteilt. In einem Doppelblind-Experiment erhielt die Hälfte der Studenten Psilocybin, während eine Kontrollgruppe eine hohe Dosis Niacin erhielt. Niacin erzeugt deutliche physiologische Veränderungen und wurde daher als aktives Placebo verwendet. In einigen Fällen glaubten diejenigen, die das Niacin erhielten, zunächst, sie hätten die psychoaktive Droge erhalten. Das durch Niacin hervorgerufene Gefühl der Gesichtsrötung (Rotwerden, Hitzegefühl und Kribbeln) ließ jedoch etwa eine Stunde nach der Einnahme der Dosis nach, während sich die Wirkung des Psilocybins in den ersten Stunden verstärkte.
Fast alle Mitglieder der Versuchsgruppe berichteten über tiefe religiöse Erfahrungen, was die Vorstellung empirisch untermauerte, dass psychedelische Drogen religiöse Erfahrungen ermöglichen können. Einer der Teilnehmer des Experiments war der Religionswissenschaftler Huston Smith, der später Autor mehrerer Lehrbücher über Religionssystematik werden sollte. Er beschrieb seine Erfahrung später als „die mächtigste kosmische Heimkehr, die ich je erlebt habe“.

## Doblins Wiederholung
In einer Wiederholung des Experiments im Jahr 1986 beschrieben mit einer Ausnahme alle Versuchspersonen, denen Psilocybin verabreicht worden war, ihre Erfahrung als Elemente einer „echten mystischen Natur und bezeichneten sie als einen der Höhepunkte ihres spirituellen Lebens“.:13 Der Psychedelik-Forscher Rick Doblin hielt Pahnkes ursprüngliche Studie aufgrund der fehlerhaften Durchführung des Doppelblind-Verfahrens und einiger unpräziser Fragen im Fragebogen zur mystischen Erfahrung für teilweise fehlerhaft. Pahnke hatte versäumt zu erwähnen, dass mehrere Probanden während ihrer Erfahrung mit akuten Angstzuständen zu kämpfen hatten. Einer musste gefesselt und mit Thorazin betäubt werden, nachdem er aus der Kapelle geflohen war in der Überzeugung, er sei auserwählt, die Wiederkehr des Messias zu verkünden. Dennoch sagte Doblin, dass Pahnkes Studie „einen beträchtlichen Zweifel an der Behauptung aufkommen lässt, dass mystische Erfahrungen, die durch Drogen katalysiert werden, in irgendeiner Weise den nicht-drogenbedingten mystischen Erfahrungen unterlegen sind, sowohl in ihrem unmittelbaren Inhalt als auch in ihren langfristigen Auswirkungen“.:24 Ähnlich äußerte sich der klinische Psychologe William A. Richards, der 2007 feststellte, dass „[psychedelischer] Pilzkonsum eine Technologie darstellen kann, um Offenbarungserfahrungen hervorzurufen, die ähnlich, wenn nicht sogar identisch mit denen sind, die durch sogenannte spontane Veränderungen der Gehirnchemie auftreten.“

## Griffiths’ Studie
Im Jahr 2002 (veröffentlicht 2006) wurde an der Johns Hopkins University von Roland R. Griffiths eine Studie durchgeführt, die mystische Erfahrungen nach Psilocybin-Genuss untersuchte. In einer 14-monatigen Nachuntersuchung zu dieser Studie stufte mehr als die Hälfte der Teilnehmer die Erfahrung unter die fünf bedeutendsten spirituellen Erfahrungen in ihrem Leben ein und waren der Meinung, dass die Erfahrung ihr persönliches Wohlbefinden und ihre Lebenszufriedenheit erhöht habe.

## Trivia
Das Marsh-Chapel-Experiment wird im Roman „Das Licht“ von T. C. Boyle literarisch verarbeitet.